# 山本貴史

## 概略
山本 貴史（やまもと たかふみ、1962生まれ）は、日本の産学連携の推進者であり、技術移転の専門家であり、大学発ベンチャーの支援、知的財産の活用、生成AIの普及促進など、多岐にわたる分野で活動している。 米国スタンフォード大学の技術移転機関Office of Technology Licensingを創設したNiels Reimers氏から学んだマーケティングモデルを東京大学TLOで実践し、山本の指導の元、東大の研究成果から多数の特許ライセンス契約やベンチャー創出を実現させた。 2023年、長年率いた東京大学TLOの代表取締役社長を退任。現在は、東京大学エクステンションで、大学の知見を社会に還元する社会人向けのリカレント教育プログラムの強化を進めるとともに、理研イノベーション で理化学研究所の研究成果の社会実装に尽力している。

## 経歴
- 1985年3月 中央大学卒業
- 1985年4月 株式会社リクルート入社
- 2000年4月 テクノロジー・マネジメント・ディビジョン　ディビジョンエグゼクティブ
- 2000年6月 株式会社リクルートを退社
- 2000年7月 株式会社先端科学技術ｲﾝｷｭﾍﾞｰｼｮﾝｾﾝﾀｰ（現:株式会社東京大学TLO）　代表取締役社長就任
- 2018年4月 国立大学法人東京大学副理事兼務
- 2020年1月 東京大学エクステンション株式会社　代表取締役社長兼務
- 2023年４月 国立研究開発法人理化学研究所　副理事兼務 、株式会社理研鼎業（現: 株式会社理研イノベーション）　取締役兼務
- 2023年６月 株式会社東京大学TLO　代表取締役社長退任
- 2024年6月 株式会社理研イノベーション　代表取締役社長兼務